# Demonax decipiens
Demonax decipiens es una especie de insecto coleóptero de la familia Cerambycidae. Estos longicornios son endémicos de Sumatra (Indonesia).
Mide entre 10 y 12 mm.